# Primera División de Uruguay 1919
Campeonato Uruguayo de Fútbol 1919 var den 19:e säsongen av Uruguays högstaliga i fotboll. Ligan spelades som ett seriespel där samtliga tio lag mötte varandra vid två tillfällen. Totalt spelades 90 matcher med 192 gjorda mål.
Nacional vann sin sjunde titel som uruguayanska mästare.

## Deltagande lag
Tio lag deltog i mästerskapet; nio från Montevideo, och Universal från San José de Mayo.
Belgrano flyttades upp från föregående säsong. Detta var lagets första säsong i Primera división.

## Poängtabell
| Nr | Lag                  | S  | V  | O | F  | GM | IM | MS  | P  |
| -- | -------------------- | -- | -- | - | -- | -- | -- | --- | -- |
| 1  | Nacional             | 18 | 15 | 1 | 2  | 47 | 5  | +42 | 31 |
| 2  | Universal            | 18 | 13 | 3 | 2  | 28 | 8  | +20 | 29 |
| 3  | Peñarol              | 18 | 11 | 4 | 3  | 27 | 6  | +21 | 26 |
| 4  | Montevideo Wanderers | 18 | 10 | 2 | 6  | 26 | 14 | +12 | 22 |
| 5  | Central              | 18 | 6  | 5 | 7  | 22 | 27 | −5  | 17 |
| 6  | Dublin               | 18 | 3  | 8 | 7  | 12 | 24 | −12 | 14 |
| 7  | River Plate FC       | 18 | 2  | 8 | 8  | 8  | 27 | −19 | 12 |
| 8  | Belgrano             | 18 | 1  | 9 | 8  | 9  | 30 | −21 | 11 |
| 9  | Reformers            | 18 | 2  | 6 | 10 | 7  | 19 | −12 | 10 |
| 10 | Charley              | 18 | 1  | 6 | 11 | 6  | 32 | −26 | 8  |